# 沃爾特冰川
69°17′S 70°21′W / 69.283°S 70.350°W
沃爾特冰川（英語：Walter Glacier）是南極洲的冰川，位於亞歷山大一世島東北部，與莫蘭冰川匯流，最終注入紹卡利斯基灣，該冰川以美國海軍機師命名。